# Asthenes maculicauda
El canastero estriado (en Argentina, Bolivia y Perú) (Asthenes maculicauda), también denominado espartillero estriado (en Argentina) o piscuiz estriado, es una especie de ave paseriforme de la familia Furnariidae perteneciente al numeroso género Asthenes. Es nativa de la región andina del oeste de América del Sur.  

## Distribución y hábitat

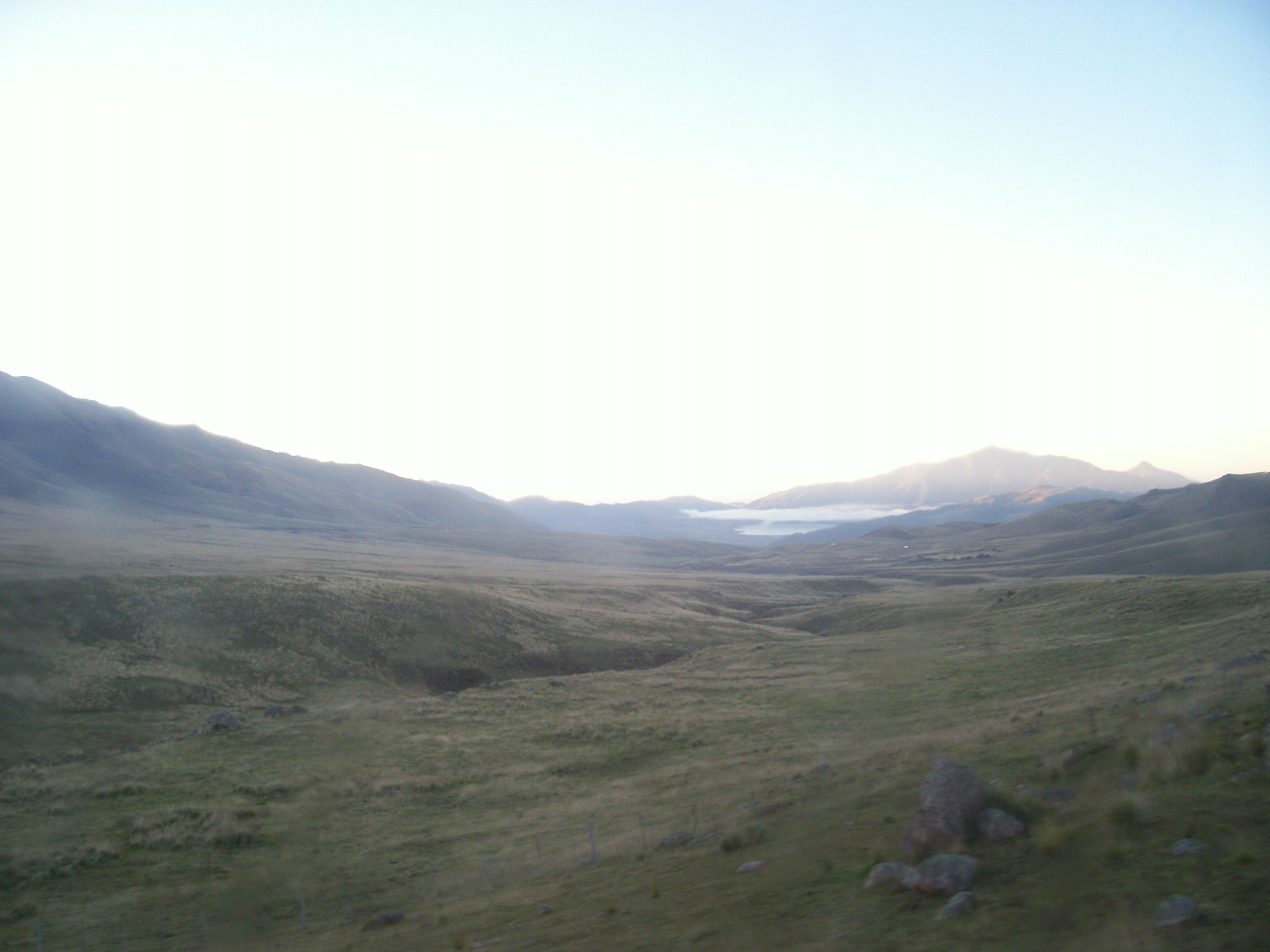
Ejemplo de hábitat de esta especie, en El Infiernillo, Tucumán.

Se distribuye en la cordillera de los Andes y cordones próximos, desde el sudeste de Perú (Puno), hasta el oeste de Bolivia (La Paz, Cochabamba, registros visuales también en Tarija), y en el noroeste de la Argentina, desde el sur de Jujuy, en Salta, Tucumán, hasta el centro norte de Catamarca. Su geonemia austral alcanza el sistema serrano del Aconquija.
Esta especie es considerada poco común y local en sus hábitats naturales: los pastizales de altura de la puna, donde prefiere áreas más frondosas, entre los 3000 y 4300 m de altitud. Es un ave poco conocida, tanto sus requerimientos de hábitat como su nidificación.

## Características
Son caracteres diagnósticos son la garganta blanca, sin mancha rufa; la frente rufa, y la cola estriada.

## Sistemática

### Descripción original
La especie A. maculicauda fue descrita por primera vez por el ornitólogo alemán Hans von Berlepsch en 1901 bajo el nombre científico Siptornis maculidauda; la localidad tipo es: «Iquico, altitud 4000 m, La Paz, Bolivia».

### Etimología
El nombre genérico femenino «Asthenes» deriva del término griego «ασθενης asthenēs»: insignificante; y el nombre de la especie «maculicauda», se compone de las palabras del latín «macula»: punto, pinta  y «cauda»: cola; significando «de cola punteada».

### Taxonomía
Los datos filogenéticos dan soporte a la sugestión de que la presente especie forma un grupo monofilético con Asthenes flammulata y A. virgata. Los mismos datos indican que es hermana de esta última. Es monotípica. La población disjunta del noroeste de Argentina puede representar una subespecie todavía no descrita.